# Ukrainischsprachige Wikipedia
Die ukrainischsprachige Wikipedia (ukrainisch Українська Вікіпедія Ukrayins’ka Vikipediya) ist die Wikipedia in ukrainischer Sprache, die am 30. Januar 2004 gegründet wurde. Am 10. März 2020 hatte sie 996.000 Artikel und 496.000 registrierte Benutzer, davon 3163 aktive. Im Februar 2012 war sie die vierzehntgrößte Wikipedia-Sprachversion, im März 2020 belegte sie Platz 17.
Wolodymyr Bilezkyj (Володимир Стефанович Білецький), Professor an der Nationalen Bergbauuniversität der Ukraine in Donezk, erstellte eigenhändig anhand seiner selbst verfassten Bergbauenzyklopädie mehr als 10.000 Artikel zum Thema Bergbau.
2013 gab das ukrainische Geschichtsinstitut an der Nationalen Akademie der Wissenschaften der Ukraine der ukrainischen Wikipedia die Erlaubnis, die digitale Version der Enzyklopädie der ukrainischen Geschichte zu nutzen.
Autoren der ukrainischen Wikipedia belegten 2014 beim Projekt Wiki Loves Monuments von 41 Ländern den ersten Platz bei der Anzahl der hochgeladenen Dateien.
Am 21. Januar 2014 entschied sich die ukrainische Wikipediagemeinschaft im Zuge der Euromaidan-Proteste, jeden Tag zwischen 4:00 und 4:30 Uhr den Zugriff zur Wikipedia zu sperren. Hintergrund waren zehn am 17. Januar 2014 in Kraft getretene Gesetze, die die Versammlungsfreiheit einschränkten.
Im März 2019 verzeichnete die ukrainische Wikipedia pro Tag etwa 2,5 Millionen Nutzer.
Seit dem Beginn der russischen Invasion der Ukraine 2022 findet sich oben auf der Hauptseite der ukrainischsprachigen Wikipedia die Zeile Російське вторгнення в Україну: як допомогти й отримати допомогу під час війни (Die russische Invasion in der Ukraine: Wie man in der Zeit des Krieges helfen und Hilfe erhalten kann).

## Meilensteine
- 30. Januar 2004 – erster Artikel
- 4. April 2004 – 1000 Artikel
- 18. Juni 2004 – 5000 Artikel
- 16. Dezember 2004 – 10.000 Artikel
- 16. Januar 2007 – 50.000 Artikel
- 28. März 2008 – 100.000 Artikel
- 7. April 2010 – 200.000 Artikel
- 7. Juli 2011 – 300.000 Artikel
- 20. September 2012 – 400.000 Artikel
- 12. Mai 2014 – 500.000 Artikel
- 13. November 2015 – 600.000 Artikel
- 4. Juni 2017 – 700.000 Artikel
- 10. Juli 2018 – 800.000 Artikel
- 19. April 2019 – 900.000 Artikel
- 23. März 2020 – 1.000.000 Artikel
- 5. Juli 2021 – 1.100.000 Artikel
- 10. Oktober 2022 – 1.200.000 Artikel
- 9. Dezember 2023 – 1.300.000 Artikel